# Livets Ord, Jönköping
Livets Ord Jönköping är en kristen församling i Jönköping-Huskvarna i Sverige. Församlingen bildades år 2000 och är en dotterförsamling till Livets Ord i Uppsala.

### Fotnoter
1. ↑  ”Om oss”. Livets ord, Jönköping. Arkiverad från originalet den 24 oktober 2016. https://web.archive.org/web/20161024125418/http://www.livetsordjonkoping.se/om-oss/. Läst 20 augusti 2014.